# 도둑 소년
"도둑 소년"(The Little Thief)은 한국에서 제작된 민용근 감독의 2006년 드라마 영화이다. 조유한 등이 주연으로 출연하였다.

## 출연

### 주연
- 조유한
- 박소희
- 이진숙
- 구재연

### 조연
- 원성효

## 기타
- 프로듀서: 이지연
- 조명: 윤동우
- 조연출: 이영화
- 동시녹음: 이호봉
- 동시녹음: 정인호
- 믹싱: 김수덕
- 미술: 전여경